# Acta general de Chile
Acta general de Chile es una película documental de 1986 del director chileno Miguel Littín, donde narra su visita clandestina a Chile en 1985, tras 13 años en el exilio en México.  Fue estrenada en el Festival de Venecia (entre el 30 de agosto y el 10 de septiembre de 1986), donde ganó tres premios (incluido el Premio FIPRESCI en la sección Venezia Spazio Libero degli Autori).
Posteriormente, el 13 de septiembre de 1986 se proyectó en el Toronto Film Festival y en 1987, en la Berlinale.

## Documentados
| Documentado               | Interpreta | Notas                                             |
| ------------------------- | ---------- | ------------------------------------------------- |
| Salvador Allende          | Él mismo   | Material de archivo                               |
| Hortensia Bussi           | Ella misma |                                                   |
| Fidel Castro              | Él mismo   |                                                   |
| Joan Garcés               | Él mismo   |                                                   |
| Gabriel García Márquez    | Él mismo   |                                                   |
| Ricardo Lagos             | Él mismo   |                                                   |
| Miguel Littin             | Él mismo   |                                                   |
| Volodia Teitelboim        | Él mismo   |                                                   |
| Andrés Valenzuela Morales | Él mismo   | Acreditado como Andrés Antonio Valenzuela Morales |
| Andrés Zaldívar           | Él mismo   |                                                   |

## Producción
En 1985 Miguel Littin regresó clandestinamente a Chile y filmó imágenes de la realidad social y política de la dictadura militar de Pinochet.
Para poder realizar esta labor fílmica, Littín tuvo que simular ser un empresario uruguayo. Contó con un equipo de grabación local e internacional, que debían fingir no estar grabando un documental.
El resultado fue un documental dividido en tres partes, tituladas: Miguel Littin: clandestino en Chile, Norte de Chile: Cuando fui para la Pampa y De la frontera al interior de Chile: la llama encendida. Incluye testimonios de Gabriel García Márquez, Fidel Castro y Hortensia Bussi. El documental muestra escenarios populares de las ciudades, los puertos y el campo, así como testimonios de los familiares de los desaparecidos, sobre la pobreza en Valparaíso y el árido norte, de la militarización de la educación y de los esfuerzos clandestinos para combatir la malnutrición. Una sección de la película está dedicada a la oposición y sus líderes.
La posproducción fue terminada en España. Posteriormente García Márquez propuso a Littín realizar una crónica periodística del proceso de producción del documental, lo que dio como resultado la publicación de La aventura de Miguel Littín clandestino en Chile.
Gracias a la Cineteca Nacional de Chile, la película ha podido ser digitalizada a partir de una copia en formato U-matic de la Cinemateca de Cuba, la cual tiene una duración menor a la original.

## Premios
- 1986: Festival de Cine de Venecia - Premio FIPRESCI.[8][9]